# Циртоподиум
Циртоподиум (лат. Cyrtopodium) — род многолетних эпифитных, литофитных и наземных травянистых растений семейства Орхидные (Orchidaceae).
Род не имеет устоявшегося русского названия. В отечественной литературе чаще используется научное название Cyrtopodium.
Аббревиатура родового названия в любительском и промышленном цветоводстве — Cyrt..
Все виды рода Cyrtopodium входят в Приложение II Конвенции CITES. Цель Конвенции состоит в том, чтобы гарантировать, что международная торговля дикими животными и растениями не создаёт угрозы их выживанию.
Многие виды рода распространены в культуре.

## Этимология
Название происходит от греческих слов «kyrtos» - изогнутое вздутие и «podion» - маленькая ножка и скорее всего связано с формой ножки колонки.

## Распространение
Америка от Флориды до Аргентины.
Большинство видов встречаются в Бразилии (некоторые из них эндемичны).

## Биологическое описание
Симподиальные растения средних и крупных размеров.
Псевдобульбы часто веретеновидные, образуют плотные группы.
Листья располагаются в верхней части псевдобульб, преимущественно продолговато-эллиптические, плёнчатые, влагалищные, часто гофрированные, заострённые на конце. Ширина и длина листьев менее 1 см шириной и 10 см длиной у Cyrtopodium linearifolium, до 10 см в ширину у Cyrtopodium cardiochilum и более 1 метра длиной у Cyrtopodium paludicolum.
Цветоносы образуются в основании псевдобульб.
Соцветия кистевидные или метельчатые, многоцветковые. У Cyrtopodium paludicolum до 1 метра длиной.
Цветки обычно яркой окраски, жёлтые, красные или коричневые, часто с более тёмными пятнами. У многих видов напоминают цветки представителей рода Онцидиум.
Чашелистики и лепестки свободные, раскидистые. Губа трёхлопастная.

## Виды

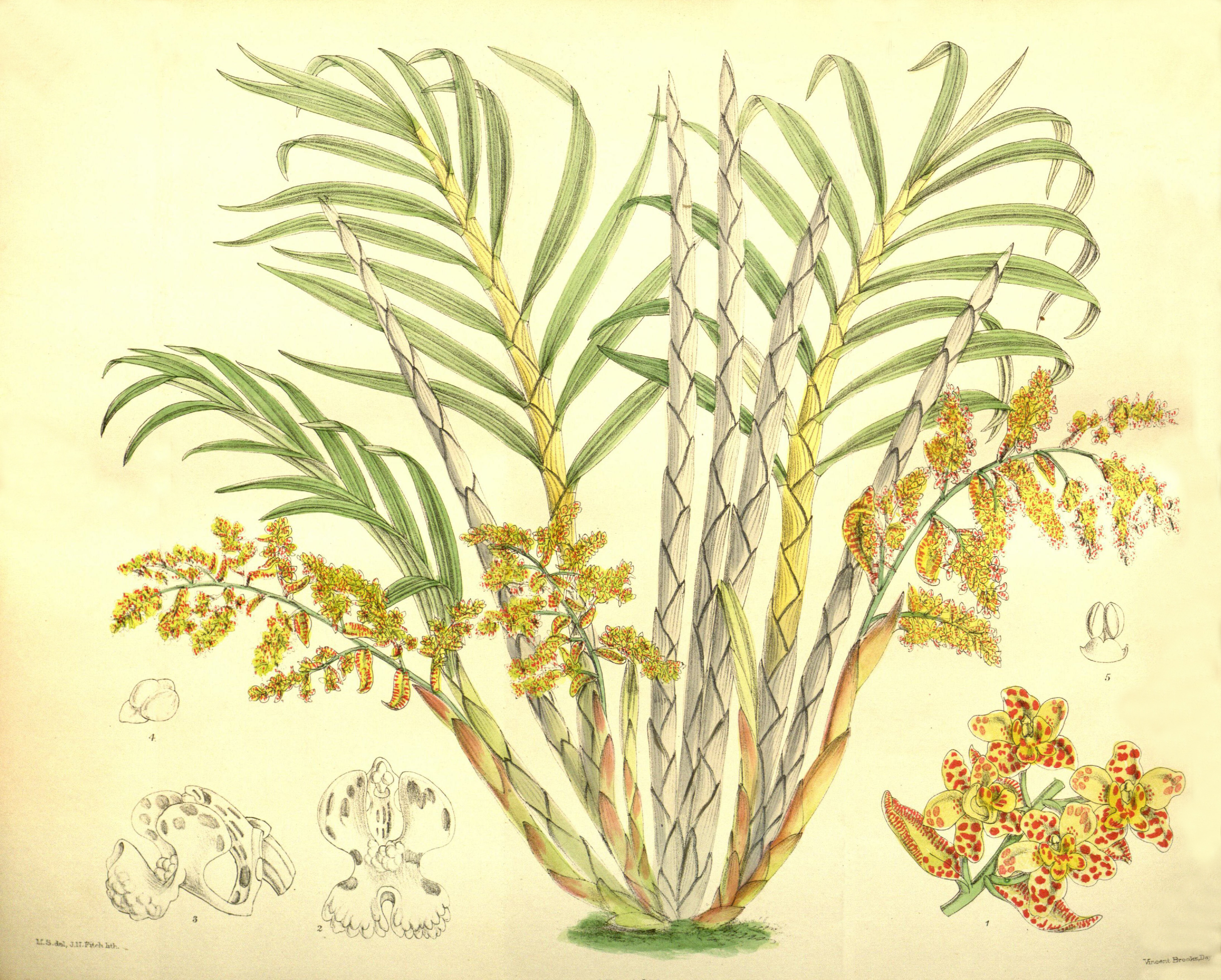
Cyrtopodium palmifrons
Ботаническая иллюстрация из «Curtis’s Botanical Magazine» 1901 г.

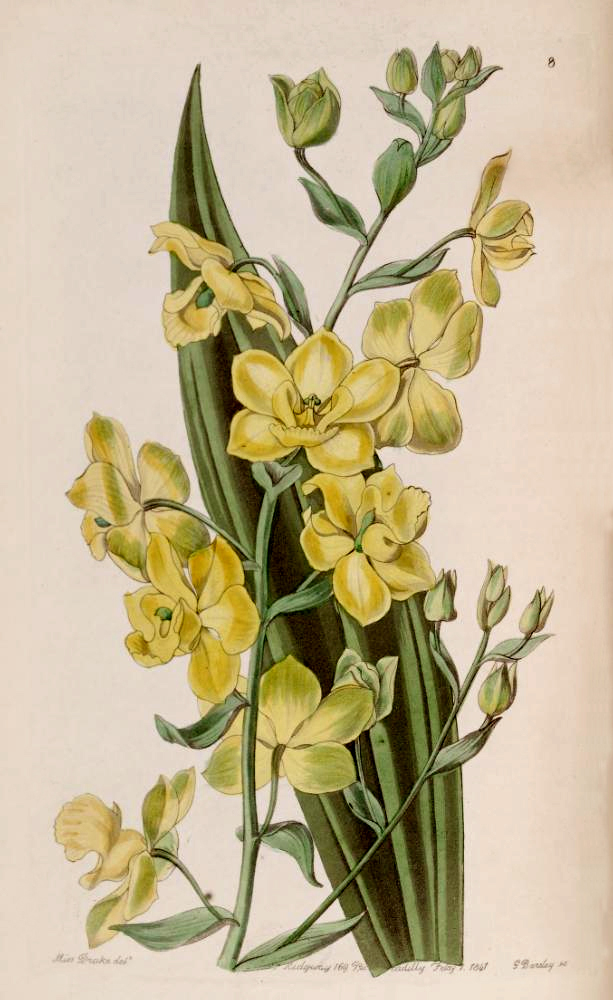
Типовой вид Cyrtopodium andersonii
Ботаническая иллюстрация из «Edwards’s Botanical Register», 1841 г.

По данным Королевских ботанических садов в Кью:
- Cyrtopodium aliciae L.Linden & Rolfe, 1892
- Cyrtopodium andersonii (Lamb. ex Andrews) R.Br. in W.T.Aiton, 1813 typus
- Cyrtopodium blanchetii Rchb.f., 1850
- Cyrtopodium braemii L.C.Menezes, 1993
- Cyrtopodium brandonianum Barb.Rodr., 1877
- Cyrtopodium brunneum J.A.N.Bat. & Bianch., 2004
- Cyrtopodium cachimboense L.C.Menezes, 1996
- Cyrtopodium caiapoense L.C.Menezes, 1998
- Cyrtopodium cipoense L.C.Menezes, 1998
- Cyrtopodium confusum L.C.Menezes, 2008
- Cyrtopodium cristatum Lindl., 1841
- Cyrtopodium dusenii Schltr., 1920
- Cyrtopodium eugenii Rchb.f. & Warm. in H.G.Reichenbach, 1881
- Cyrtopodium flavum (Nees) Link & Otto ex Rchb., 1830
- Cyrtopodium fowliei L.C.Menezes, 1995
- Cyrtopodium gigas (Vell.) Hoehne, 1942
- Cyrtopodium glutiniferum Raddi, 1823
- Cyrtopodium graniticum G.A.Romero & Carnevali, 1999
- Cyrtopodium hatschbachii Pabst, 1978
- Cyrtopodium holstii L.C.Menezes, 1993
- Cyrtopodium josephense Barb.Rodr., 1891
- Cyrtopodium kleinii J.A.N.Bat. & Bianch., 2005
- Cyrtopodium lamellaticallosum J.A.N.Bat. & Bianch., 2004
- Cyrtopodium latifolium Bianch. & J.A.N.Bat., 2000
- Cyrtopodium linearifolium J.A.N.Bat. & Bianch., 2001
- Cyrtopodium lissochiloides Hoehne & Schltr., 1921
- Cyrtopodium longibulbosum Dodson & G.A.Romero, 1993
- Cyrtopodium macedoi J.A.N.Bat. & Bianch., 2006
- Cyrtopodium macrobulbum (Lex.) G.A.Romero & Carnevali, 1999
- Cyrtopodium minutum L.C.Menezes, 2004
- Cyrtopodium naiguatae Schltr., 1919
- Cyrtopodium pallidum Rchb.f. & Warm. in H.G.Reichenbach, 1881
- Cyrtopodium palmifrons Rchb.f. & Warm. in H.G.Reichenbach, 1881
- Cyrtopodium paludicola Hoehne, 1912
- Cyrtopodium paniculatum (Ruiz & Pav.) Garay, 1962
- Cyrtopodium parviflorum Lindl., 1843
- Cyrtopodium pflanzii Schltr., 1922
- Cyrtopodium poecilum Rchb.f. & Warm. in H.G.Reichenbach, 1881
- Cyrtopodium punctatum (L.) Lindl., 1833
- Cyrtopodium saintlegerianum Rchb.f., 1885
- Cyrtopodium schargellii G.A.Romero, 2005
- Cyrtopodium triste Rchb.f. & Warm. in H.G.Reichenbach, 1881
- Cyrtopodium vernum Rchb.f. & Warm. in H.G.Reichenbach, 1881
- Cyrtopodium virescens Rchb.f. & Warm. in H.G.Reichenbach, 1881
- Cyrtopodium willmorei Knowles & Westc., 1837
- Cyrtopodium withneri L.C.Menezes, 1996

## Естественныегибриды

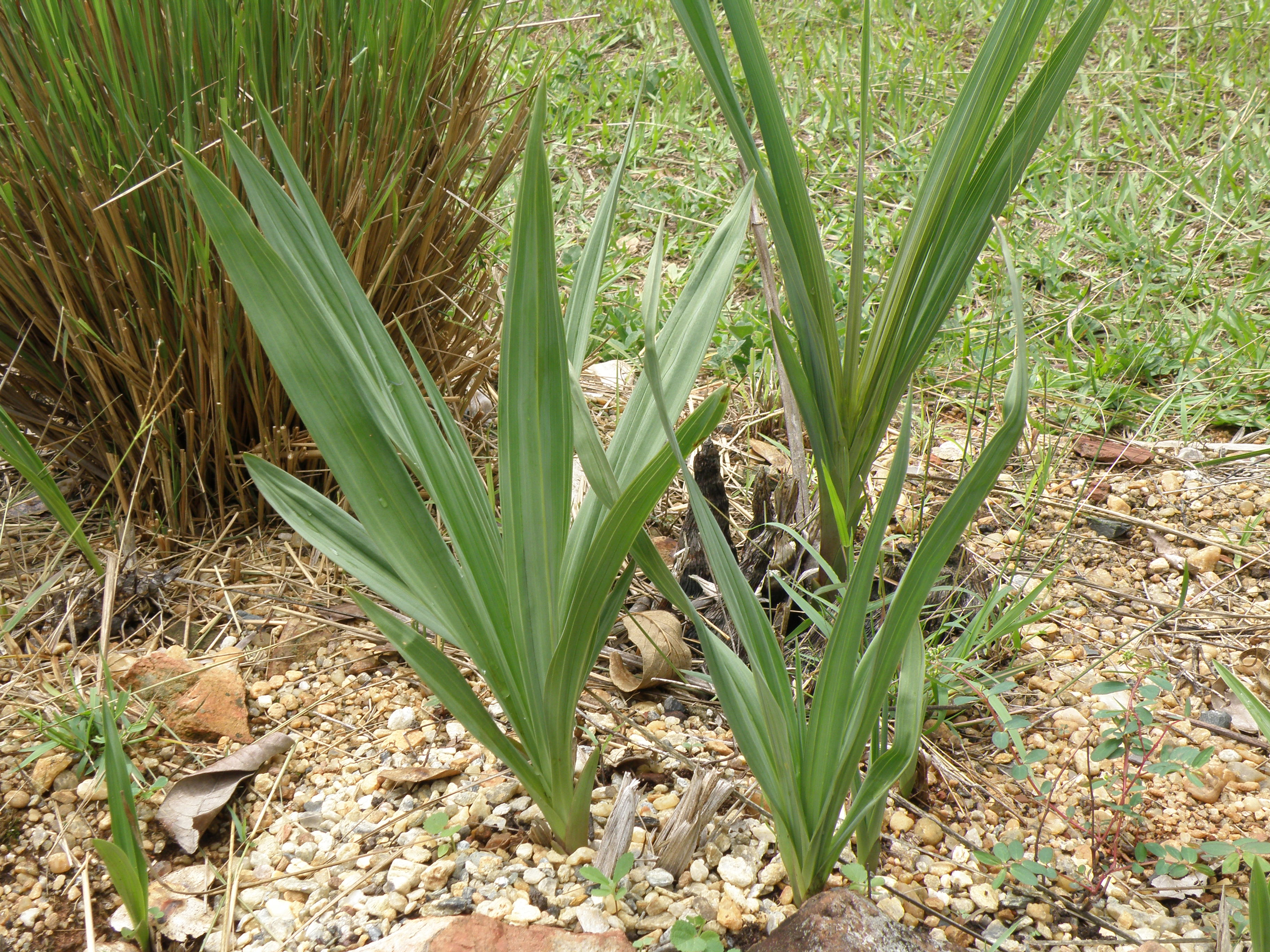
Cyrtopodium witeckii

- Cyrtopodium ×intermedium Brade, 1939 (= Cyrt. gigas × Cyrt. glutiniferum). Бразилия.

## В культуре
Температурная группа зависит от экологии вида. Большую часть видов культивируют при теплых или умеренных температурных условиях.
Болезненно реагируют на пересадку и деление.
Летом, в период активного роста, требуют обильного полива и высокой влажности воздуха. Затенение умеренное.
После опадения листьев, с декабря по февраль, растения содержат в более сухих и прохладных условиях.